# Cenere sotto il sole
Cenere sotto il sole è un film statunitense del 1958 diretto da Delmer Daves.

## Trama
Estate 1944, ultimo anno della seconda guerra mondiale: l'Operazione Dragoon porta le truppe alleate nella Francia meridionale. Il tenente Sam Loggings, veterano dello sbarco in Sicilia, di quello di Salerno e di quello di Anzio, fa parte del corpo di sbarco con il suo plotone di esploratori. In confronto alle precedenti campagne, questa gli pare poco più di una passeggiata, tuttavia i tedeschi, asserragliati in una valle delle Alpi Marittime, danno del filo da torcere al reggimento incaricato di sloggiarli, del quale egli fa parte. Fra i nuovi soldati arrivati entra nel suo plotone il radiotelegrafista caporale Britt Harris, un ricco giovanotto, laureato, brillante, il quale tutto riesce ad ottenere, in particolare con le donne, ma è piuttosto incostante e fatuo. Prima degradato per aver disobbedito ad un ordine ma quasi decorato per l'ardimento e poi reintegrato e promosso sergente per aver contribuito brillantemente alla conquista di una casamatta occupata dal nemico, Britt finisce col diventare simpatico a Sam, del quale diventa amico. Intanto la guerra langue, la valle resta in mano nemica e Sam trascorre i suoi week end in libera uscita sulla Costa Azzurra, ove fa la conoscenza con Monique Blair, un'americana che vive fin da bambina in Francia a Villefranche-sur-Mer, un porto della Costa Azzurra, non lontano da Nizza. Sam se ne innamora, ma Monique non desidera rivederlo: il motivo viene chiarito in un drammatico colloquio, provocato dalla madre di Monique nella loro bella casa con giardino, nella quale le due donne rivelano a Sam che il padre di Monique, prematuramente defunto, era un uomo di colore.
Sam si prende una settimana per pensarci su, e decide quindi di tornare dalle due donne dicendo loro che la cosa non lo disturba per nulla. Un giorno Sam ha la malaugurata idea di portare Monique a cena al Gatto Nero, un locale di Nizza dove quella sera c'è anche Britt, il quale si esibisce con l'orchestrina in un eccellente "a solo" di cornetta. Invitato da Sam al loro tavolo, Britt incanta Monique con il suo modo di fare, ed è amore a prima vista. Il povero Sam si trova ridotto, nei suoi successivi weekend a casa di Monique, a reggere il moccolo. I due parlano di sposarsi e Britt decide d'inoltrare domanda di autorizzazione al matrimonio ai suoi superiori. Intanto però i tedeschi non solo non mollano la valle, ma vi hanno anche piazzato un bel po' di artiglieria, con la quale tengono sotto tiro le postazioni americane più avanzate, cioè quella comandata da Sam. Al quale viene un'idea: andare nottetempo in due nel paese a fondo valle, occupato dalle truppe della Wehrmacht, salire sul campanile della chiesa e via radio comunicare al comando le coordinate degli obiettivi sensibili. Il colonnello, capo diretto di Sam, non decide ma inoltra la proposta al Comando di Divisione. Di lì ad un paio di mesi giungono due notizie: il comando di divisione ha approvato il piano e la domenica mattina alle due Sam e Britt, con la radio, partiranno per eseguirlo; la seconda notizia è la peggiore: Sam apprende dal segretario del colonnello, che Britt, dopo aver inoltrato la richiesta di autorizzazione al matrimonio, l'ha ritirata.
La sera prima dell'azione i due vanno a casa di Monique e qui Sam costringe Britt a svelare le sue intenzioni. Monique fugge disperata e tenta il suicidio. I due rientrano e partono per la loro missione, con Sam che giura a Britt, che dopo la missione lo avrebbe ucciso. La missione riesce, l'artiglieria americana polverizza le postazioni dei cannoni tedeschi, i quali fanno evacuare il paese dai pochi abitanti rimasti e decidono di andarsene. Sam invita via radio i colleghi dell'artiglieria a bombardare tutto il paese fra due ore, quando, a detta di Britt che ha sentito impartire gli ordini in tedesco, le truppe nemiche abbandoneranno il paese. I due scendono dal campanile ma apprendono, da ordini gridati in tedesco sulla via, che la partenza sarà immediata: urge avvisare l'artiglieria americana. I due però vengono avvistati da altri soldati nemici che uccidono a fucilate Britt. Sam li elimina a sua volta, alza l'antenna della radio e chiede l'anticipo immediato del bombardamento, cosa che avviene puntualmente, ma ci sta in mezzo pure lui. Viene ritrovato vivo ma a pezzi dai suoi, giunti a fine bombardamento, spedito in un ospedale di Parigi, dal quale viene dimesso sei mesi dopo, privo del braccio destro. Prima di rientrare in patria, Sam va a trovare Monique, la quale nel frattempo è rimasta orfana anche della madre e che, nella bella casa di Villefranche, ha istituito un orfanotrofio per orfani di guerra.